# Ogʻoch Sardoba

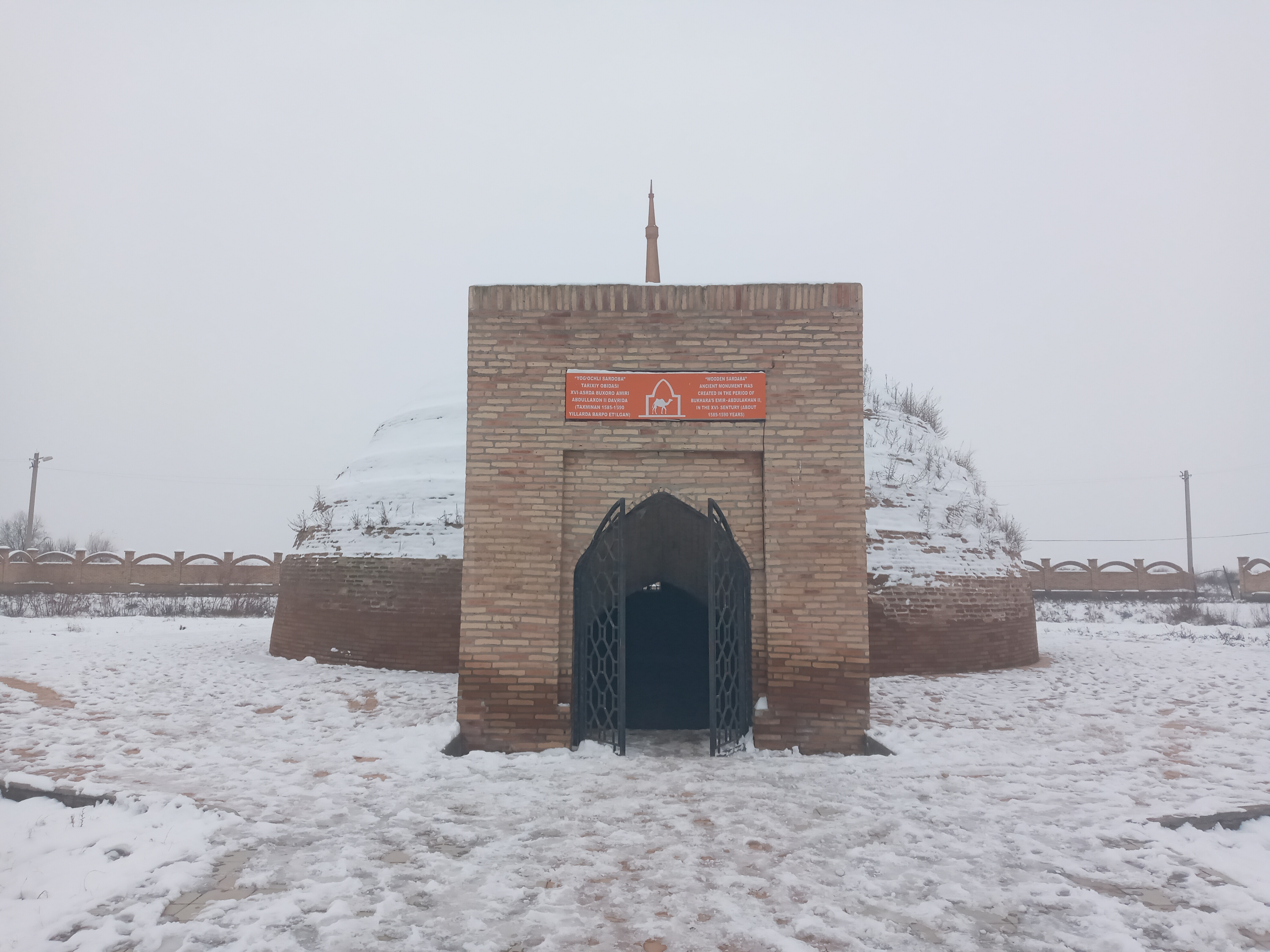
Ogʻoch Sardoba

Ogʻoch Sardoba (andere Namen: Yogʻochli Sardoba, Khudoysera Sardoba) ist ein historisches Denkmal in Gumbaz, Bezirk Sardoba, Viloyat Sirdaryo, Usbekistan, in der Nähe der Autobahn M39, die die Städte Taschkent, Samarqand und Buxoro verbindet. Es handelt sich um einen antiken gemauerten Wasserbehälter, der in Zentralasien zur Wasserspeicherung für Reisende und Karawanen errichtet wurde. Es ist eine von drei Sardobas, die in Mirzachul existierten, und das einzige seiner Art in der Region.
Die Ogʻoch Sardoba war im Mittelalter auch als Khudoysera bekannt.
Die Sardoba wurde im 16. Jahrhundert während der Herrschaft des usbekischen Herrschers Abdulla Khan (1557-1598) errichtet, einer Legende zufolge sei sie bereits während der Zeit Amir Timurs (1370-1405) erbaut worden.
Der Bau ist in das nationale Register des unbeweglichen Kulturerbes von Usbekistan aufgenommen und steht unter staatlichem Schutz. Es ist auch eines von vier ökotouristischen Objekten in der Region Sirdaryo.
Das Wasser im Reservoir ist aufgrund des Anstiegs von salzhaltigem Wasser um die Ab Anbar für den Verzehr ungeeignet.

## Geschichte
Die erste Information über die Og'och Sardoba findet sich in dem Werk „Abdullanoma“ von Hafiz Tanish al-Bukhari. Gemäß seinen Aufzeichnungen „hielt Uzbek Khan Abdulla Khan (1557-1598) während seines Feldzugs nach Taschkent in diesem Gebiet an, um einen Kanal zu graben, und ordnete den Bau einer Karawanserei und einer Sardoba für seine durstigen Soldaten an.“
Die Og'och Sardoba wurde in der zweiten Hälfte des 16. Jahrhunderts (im Jahr 1580 oder zwischen 1585 und 1590) errichtet. Es wird geschätzt, dass die Ziegel in Samarqand oder im Gebiet des heutigen Bezirks Gallaorol gebrannt und hierher gebracht wurden.
Das Wasser um die Ab Anbar herum wurde über Kanäle zugeführt. Es wurden spezielle flache Rohre installiert, damit das Wasser in die Ab Anbar gelangen konnte, und sie wurden durch kreisförmige Rohre miteinander verbunden.
Es gab zwei innere Reservoirs. Diese Reservoirs hatten Brunnen und waren konstant mit kaltem Wasser gefüllt. Später wurde eines der Reservoirs geschlossen und es bleibt nur noch ein Reservoir übrig. Das Ab-Anbar-Reservoir wurde entleert und vor dem Denkmal wurde ein offener Pool angelegt, um zu verhindern, dass das Monument durch Wasser beschädigt wird. Das Schnee- und Regenwasser aus der Umgebung sammelte sich zuerst im Pool, von dort floss das saubere Wasser in die Sardoba. Der Pool wurde mit Lehmmauern eingezäunt, um zu verhindern, dass Vieh hineingeht und es verschmutzt.
Laut Historikern des 20. Jahrhunderts gab es in der Nähe der Karawanserei neben der Sardoba Gärten und Weinberge. Laut Historikern des 19. Jahrhunderts gab es auf der Spitze des einzigartigen Durchgangs am Eingang der Sardoba einen speziellen Raum für die Aufseher und Wächter. Man konnte ihn über eine Holztreppe außerhalb des Denkmals erreichen.
Während der Sowjetzeit wurde von den „Europäern“ ein Brunnen in der Ab Anbar gegraben. Die Wände dieses Brunnens waren mit Holz verkleidet.
Nach der Unabhängigkeit Usbekistans wurde die Og'och Sardoba mehrmals restauriert. Im Jahr 2001 wurden die Umgebung des historischen Denkmals vollständig eingezäunt, Holzfenster wurden im vorderen Teil installiert und am Eingang wurde eine Tür eingebaut. Die Wege um das historische Denkmal herum wurden mit flachen Steinen gepflastert.
Eine Metalltür wurde auf der Veranda des historischen Denkmals errichtet, das Innere wurde komplett renoviert und spezielle Beleuchtung wurde installiert. Es wurden auch Bäume und Blumen um die Ab Anbar gepflanzt. Später wurde die Rekonstruktion jedoch gestoppt.
Im Jahr 2019 verfiel die Sardoba und geriet in einen bedauernswerten Zustand. Die Umgebung des Denkmals war mit Eisenstäben abgesperrt und die Tür war mit einem Tuch gebunden. Die Gegend um das Denkmal war voller Müll und der Bau von zwei nahegelegenen Gebäuden war nicht abgeschlossen. Es gab kaum Bedingungen für Touristen in der Gegend, in der sich die Og'och Sardoba befand.
Die Ab Anbar  wurde 2019 in das nationale Register des unbeweglichen Kulturerbes Usbekistans aufgenommen und unter staatlichen Schutz gestellt.
Gemäß dem Beschluss des Volksdeputiertenrates des Bezirks Sardoba von 2021 wurden mehrere Beamte des Bezirks beauftragt, konkrete Maßnahmen zur Einbindung des historischen Denkmals in die Touristenroute zu entwickeln und zu genehmigen und deren Umsetzung für die nächste Sitzung sicherzustellen. Sie sollten also organisatorische und praktische Vorschläge für die nächste Sitzung vorlegen.

## Lage
Es gibt 44 Sardobas in und um Usbekistan, davon befinden sich 29 in der Karshi-Steppe, 3 in Mirzachul, 3 entlang der alten Handelsroute zwischen Taschkent und Fargʻona und einer in Malikchul in der Nähe von Karmana.
In der Geschichte verliefen mehrere Karawanenrouten durch Mirzachul. Die Og'och Sardoba befindet sich in der Nähe einer dieser Routen, 30 km südlich von Mirzasardoba und 35 km nördlich von Jizzakh. Derzeit gehört dieser Ort zum Gebiet des Dorfes Gumbaz im Bezirk Sardoba, Viloyat Sirdaryo, Usbekistan.
Forschern zufolge hängt der Bau der Sardobas in Mirzachul mit den Bauprojekten von Amir Timur und Abdulla Khan zusammen.